# Liparis pygmaea
Liparis pygmaea är en orkidéart som beskrevs av George King och Robert Pantling. Liparis pygmaea ingår i släktet gulyxnen, och familjen orkidéer. Inga underarter finns listade i Catalogue of Life.